# Staatsforsten Barlohe
Staatsforsten Barlohe este o arie protejată (arie de protecție specială avifaunistică — SPA) din Germania întinsă pe o suprafață de 2.366 ha, integral pe uscat.

## Localizare
Centrul sitului Staatsforsten Barlohe este situat la coordonatele 54°09′25″N 9°35′58″E / 54.1569°N 9.5994°E.

## Înființare
Situl Staatsforsten Barlohe a fost declarat arie de protecție specială avifaunistică în august 2000 pentru a proteja 9 specii de animale.

## Biodiversitate
Situată în ecoregiunea atlantică, aria protejată nu include niciun habitat protejat.
La baza desemnării sitului se află mai multe specii protejate de  păsări (9): buha (Bubo bubo), barză neagră (Ciconia nigra), ciocănitoarea de stejar (Dendrocopos medius), ciocănitoare neagră (Dryocopus martius), codalb (Haliaeetus albicilla), capîntortură (Jynx torquilla), gaia roșie (Milvus milvus), vultur pescar (Pandion haliaetus), viespar (Pernis apivorus).